# ベガ計画

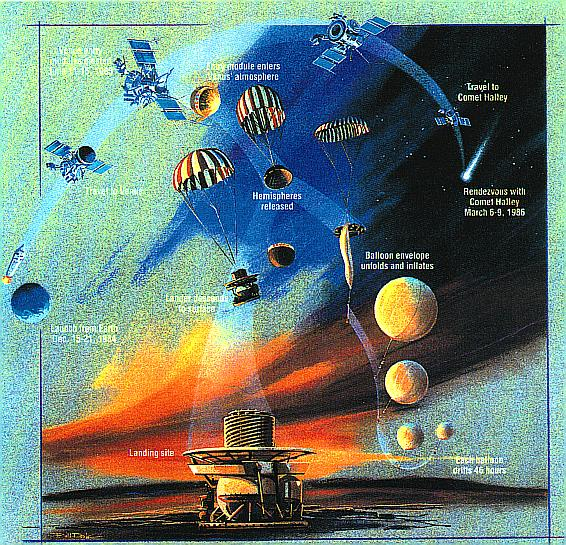
ベガ計画の描写

ベガ計画（ベガけいかく、Vega program）は、1986年のハレー彗星の出現の機会を利用して行われた金星探査計画である。ベガ1号とベガ2号は、探査機と打上げ機を提供したソビエト連邦が1984年12月に、オーストリア、ブルガリア、ハンガリー、ドイツ民主共和国（東ドイツ）、ポーランド、チェコスロバキア、フランス、ドイツ連邦共和国（西ドイツ）と協力して実施した。金星でフライバイを行い、ハレー彗星を探査するという2つの目的がある。
ベガとは、ロシア語で金星を表す"Venera"とハレー彗星を表す "Gallei"を組合わせた言葉である。ベガ探査機設計は、ベネラ9号・10号を元にしている。
2機の探査機は1984年12月15日・21日にそれぞれ打上げられた。ベガ探査機は、1985年 - 1986年の近点の時期にハレー彗星を観測したハレー艦隊の一部を構成した。

## ベガ探査機

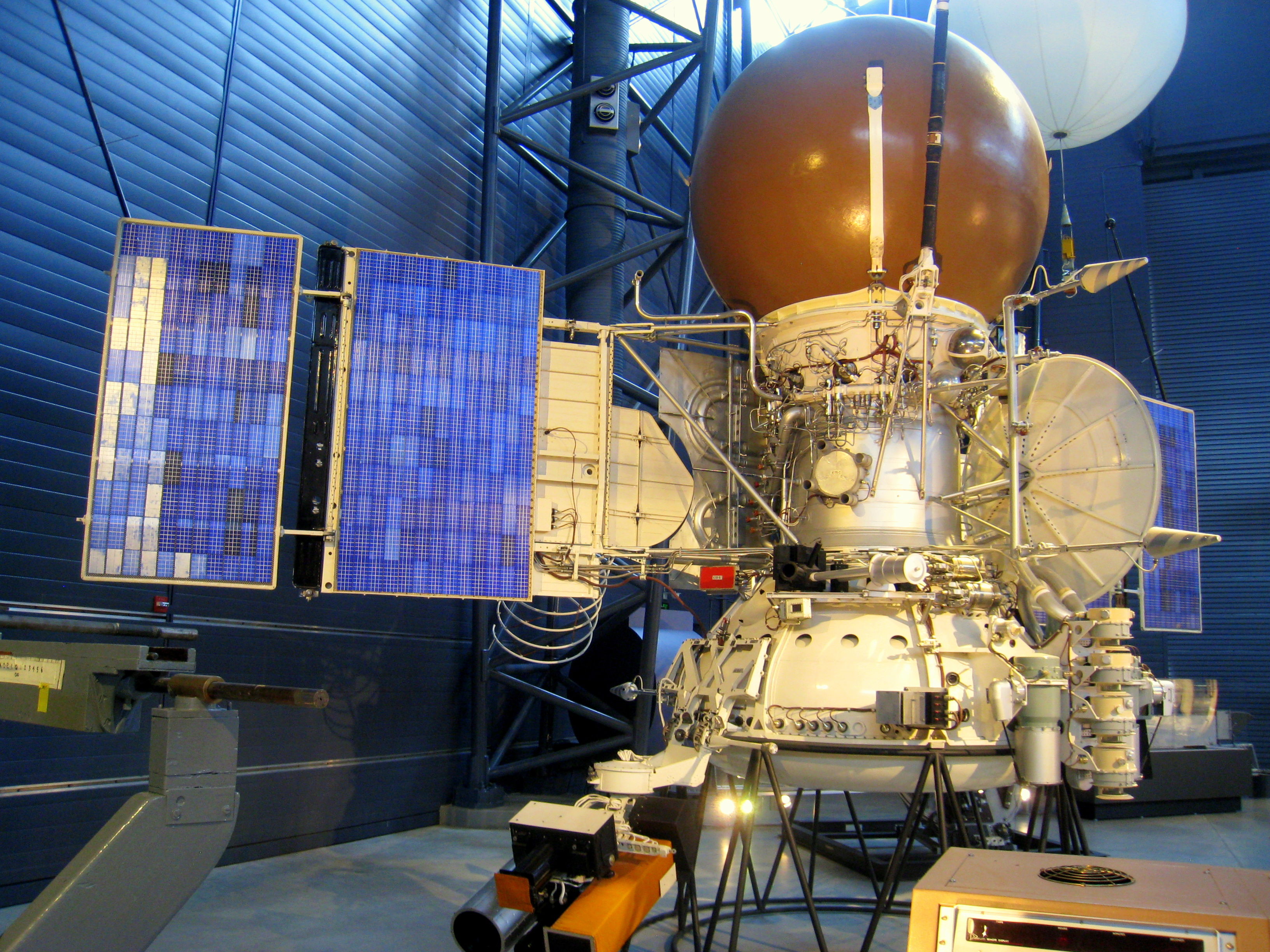
ベガ探査機とランダー（モデル）

ベガ1・2号は姉妹船で、ベネラ計画探査機を改良したものである。Babakin Space Centerが設計し、ヒムキのNPO Lavochkin（ラボーチキン設計局）が5VKとして製造した。2つの大きな太陽電池パネルによって電力が供給され、アンテナ・カメラ・分光計・赤外線音響器、磁気センサ、プラズマ探査機等の観測機器を搭載した。重量は4920 kgで、カザフスタンのバイコヌール宇宙基地からプロトンロケット8K82Kで打上げられた。ベガ1・2号は3軸安定性を持っており、ハレー彗星からの塵から守るために2枚のバンパーシールドを備えていた。

## 金星探査計画
ベガ1号は1985年6月11日、2号は同年6月15日に金星へ到着したが、両機は1500 ㎏、直径240 cmの降下ユニットを到着の数日前に放出した。降下ユニットは金星大気へ突入し、ランダーとバルーン探査機で観測を行った。

### 降下ユニット
ランダーは、以前のベネラ計画5機と同型で、温度計・気圧計・紫外線分光計・含水率計・ガスクロマトグラフィー・X線分光計・質量分析計と表面サンプル最終装置を備え、大気と表層を調査するために設計されていた。
ベガ1号ランダーの表面実験装置は、地表から20 kmのところで作動してしまい、結果を得ることは出来なかった。ランダーは、北緯7.5°東経177.7°地点へ着陸した。
ベガ2号ランダーは1985年6月15日03時00分50秒（UTC）に南緯8.5°東経164.5°のアフロディーテ大陸東部の地点へ着陸した。着陸地点標高は、惑星平均半径より100 m高い地点であった。着陸場所の気圧は91 atmで、気温は736 Kであった。地表のサンプルは、灰長石-トロクトライトであった。地表からは56分でデータが転送された。

### バルーン探査機
2機のバルーン探査機が金星の雲系の最も活発な層である54 kmの高度に浮かぶように設計された。60時間運用と気温・気圧・風速・密度観測に十分なバッテリーが積まれた。ベガ1・2号のバルーンは46時間以上運用された。
バルーンは直径3.54 mの球形で、ヘリウムが満たされた。重さ6.9 kg、長さ1.3 mのゴンドラが13 mの綱でバルーンに吊されていた。全体質量は21 kgであった。
ゴンドラの上部には、高さ37 cm、直径13 cmの円錐アンテナが取付けられた。アンテナの下には、無線送信機とシステム制御装置が積まれていた。ゴンドラの下部には、ペイロードとバッテリーが積まれた。
無線送信機は小型で電力も低く、2,048 bpsでしかデータを転送出来なかったため、送信側でデータ圧縮が行われた。それでもそれぞれの機器データ収集速度は75秒ごとに過ぎなかった。バルーンは、地球上の20の電波望遠鏡より構成される2つのネットワーク（ソ連科学アカデミーによるソビエトネットワークとフランス国立宇宙研究センターによる国際ネットワーク）によって追跡された。
バルーンは惑星の夜の地域で放出され、約50 kmの高度に展開され、平衡高度よりも数 km高い位置まで上昇して行った。この高度では、気圧や気温は地球と似ていたが、風速はハリケーン並で、二酸化炭素でできた大気には硫酸や塩化水素、フッ化水素も混じっていた。
バルーンは、夜の地域から昼の地域へと高速で移動し、そこでバッテリーが尽きて通信が途絶した。追跡により、バルーンは垂直方向に予想外の動きをしており、垂直方向の大気質量に以前の観測では見られなかった特徴があることが示唆された。

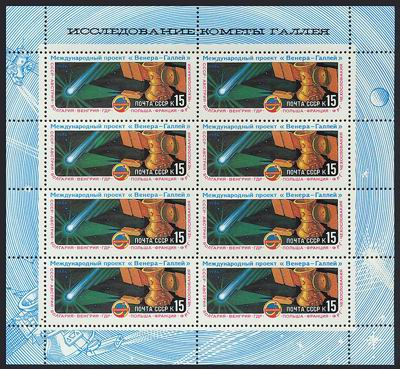
1985年のソビエト連邦の小型シート。ベガ1号とハレー彗星とインターコスモスのロゴが描かれている。

## ハレー彗星探査計画
ベガの親機は、金星に到着後、金星の重力によってハレー彗星を迎える方向に向きを変えた。
ベガ1号は3月6日に彗星核から8,890kmの距離に、ベガ2号は3月9日に8,030 kmの距離にそれぞれ最接近した。彗星探査のデータは、コマの構造や動き、塵の組成や分布とともに、核の大きさ、形、温度、表面組成等の物理パラメータを計測することを意図したもので、最接近の前後3時間分だけが測定された。
ベガ1・2号はハレー彗星画像を計1500枚送信し、ハレー彗星への接近から数週間後に観測を終えた。
搭載されたテレビシステムは、ソ連・ハンガリー・フランス・チェコスロバキアの科学界や産業界の国際的な協力によって作られ、その画像データは、ソ連・ハンガリー・フランス・ドイツ民主共和国・アメリカ合衆国の科学者からなる国際的なチームによって解析された。データ取得や前処理の基礎部分はロシア科学アカデミー宇宙科学研究所で、PDP11/40と互換性のあるホストコンピュータシステムを用いて行われた。
ベガ1・2号は、現在は太陽周回軌道にある。